# Svetlana Babanina
Svetlana Viktorovna Babanina (in russo Светлана Викторовна Бабанина?; Tambov, 4 febbraio 1943) è un'ex nuotatrice sovietica, dal 1992 russa.

## Carriera
Fortemente specializzata nella rana riuscì a conquistare la medaglia di bronzo nei 200m rana alle Olimpiadi di Tokyo 1964, edizione nella quale salì sul terzo gradino del podio anche nella 4x100m misti.

## Palmarès
- Giochi olimpici

Tokyo 1964: bronzo nei 200m rana e nella 4x100m misti.
- Universiadi

Budapest 1965: oro nei 200m rana e bronzo nei 100m stile libero.